# Joseph Katz
Pour les articles homonymes, voir Katz.
Joseph Katz, né le 1er janvier 1907 à Paris et mort le 5 mars 2001 à Céret, est un général d'armée français. À la fin de la guerre d'Algérie, il se voit confier la lutte contre l’OAS d’Oran. La raison de son absence d'intervention, lors du massacre du 5 juillet 1962, n'a pas été totalement élucidée, mais celle-ci a entraînée la mort de 700 à 3 000 européens par la population musulmane.

## Biographie
Né de parents inconnus, trouvé le jour de l'an sous le porche d’une église, il est confié à l'Assistance publique qui le place chez un couple du département de l'Allier, à Nades, près d'Ébreuil, « deux paysans misérables avec un bout de terre, deux vaches, et vivant surtout de la pension de l’assistance publique pour l’enfant ». À dix ans, il obtient son certificat d’études. À treize ans, il est placé comme domestique de ferme au château de Veauce. Il entre ensuite à l’école d’horticulture Le Nôtre de Villepreux, où il ne se plaît pas, estimant ne pas disposer des qualités « de calme et de patience » nécessaires au métier d’horticulteur. Il gagne Paris, où il travaille comme apprenti-maçon, puis comme stucateur. Il adhère à la CGT.
En 1927, il part effectuer son service militaire au 153e régiment d’infanterie, à Sarrebruck. Bien qu’ayant de grosses difficultés en lecture et en orthographe (il n’a rien lu depuis ses treize ans), il intègre le peloton des élèves caporaux. Il devient sergent au printemps 1928. Il décide de se rengager et prépare le concours d’entrée à l’école des sous-officiers de Saint-Maixent. Il y est reçu en 1931. Il y rencontre le philosophe Jean Beaufret, qui effectue son service militaire comme sous-lieutenant et qui l’aide à se présenter au baccalauréat, puis à préparer une licence d’allemand.
Lieutenant, il est blessé à la bataille d'Abbeville en mai 1940. Il est promu capitaine. En 1942, rendu à la vie civile, il se retire dans l’Allier où il se livre à du renseignement sur les opérations menées par le régime de Vichy contre les résistants et les maquisards. En 1944, il sert dans les FFI de l’Allier. Il y est chargé de la liaison avec les maquis d’Auvergne et les saboteurs de la SNCF.
Après la Libération, il est affecté en Allemagne. De 1948 à 1950, il suit les cours de l’École de guerre. Colonel, il part à Bou Saâda, en Algérie, en août 1956. En octobre, il prend le commandement opérationnel du sud Algérois (COSA) puis, au printemps 1957, le commandement du secteur autonome de Laghouat-Ghardaïa. Ses succès militaires lui valent trois citations et la cravate de commandeur de la Légion d'honneur. Le 1er avril 1958, il est promu général de brigade.
Il se rallie en mai 1958 au mouvement d’Alger. Il tient publiquement des propos très fermes en faveur de l’Algérie française et du retour au pouvoir du général de Gaulle. Mais, pressé par ses officiers et sous-officiers de former un comité de salut public, il s’y refuse, tenant à rester dans la légalité républicaine. Cette défection lui vaut d’être rappelé en métropole. Il devient commandant du groupement de subdivisions de Rennes puis, en 1959, de celui de Perpignan. En avril 1961, après le putsch des généraux, il condamne publiquement leur action. S’amorce alors son retour en grâce. Fin 1961, il est nommé général de division.

### Oran
Le 19 février 1962, il est placé à la tête du secteur d’Oran, au sein du corps d'armée d’Oran commandé par le général Cantarel. Le général Katz a pour mission d’en finir avec l’OAS, dite « zone III », retranchée dans la ville d'Oran. Les Européens d’Oran l'accusent de méthodes brutales, évoquant des mitraillages d’immeubles à l’arme lourde ou d’attaques de quartiers par des T-6 de l’armée de l’air et le qualifiant de « boucher d’Oran ». S'adressant à un membre de l'exécutif provisoire, Joseph Katz tient les propos suivants (qui conduiront un député à interpeller le ministre des Armées à l'Assemblée nationale) : « Donnez-moi un bataillon de l'ALN et je réduirai l'OAS à Oran ». Le 25 mars 1962, il procède à l’arrestation d’Edmond Jouhaud, commandant l’OAS de l’Oranie. Il échappe à plusieurs attentats de l’OAS, notamment à celui du 14 juin 1962, où un jeune Oranais tue par erreur le commandant du corps d’armée, le général Ginestet, le prenant pour le général Katz. Dès le lendemain, le général Katz commande à titre provisoire le corps d'armée d'Oran. Il exerce cette responsabilité le 5 juillet 1962, jour du massacre d'environ 700 personnes d'origine européennes, hommes, femmes et enfants, jour de la proclamation de l’indépendance de l’Algérie (indépendance reconnue officiellement depuis le 3 juillet).

#### Massacre d’Oran
Les troubles commencent à 11 heures 15, et se poursuivent jusqu’à ce que l’armée française prenne position dans la ville, à 17 heures. Dans l’intervalle, plusieurs centaines d’Européens sont massacrés ou enlevés par des musulmans. Les Européens d’Oran dénoncent un non-respect des accords d'Évian (dont l’article V leur accorde la protection de l’armée française). Sous le choc de l’événement, beaucoup ne veulent voir dans la temporisation de près de six heures qu’une cruauté délibérée du général Katz. Les historiens (connaissant le réflexe qu’ont les militaires de toujours « se couvrir ») sont plus circonspects[réf. nécessaire]. Ils examinent les ordres que le général Katz a reçus de sa hiérarchie au mois de juin, sous forme d’une vingtaine de notes ou messages qui ne font que relayer la volonté des politiques d’éviter toute intervention de l’armée. Le général Katz se réfugie derrière ces ordres : il ne pouvait faire intervenir l’armée sans une demande du préfet algérien.
Les historiens se montrent également prudents au sujet d’un témoignage faisant état d'un ordre téléphonique de non-intervention que le général Katz aurait reçu de Paris, ce jour-là. Celui-ci dément. Mais, par ailleurs, il exprime son amertume de devoir « porter le chapeau » : 

« Aujourd'hui encore je suis accusé d'avoir empêché mes unités d'intervenir dans cette malheureuse affaire. Pas plus qu'après le 5 juillet 1962, Paris n'a jamais fait une mise au point pour rétablir la vérité… Je m'attendais à ce que Pierre Messmer, ministre des Armées, apporte un démenti à ces accusations dénuées de tout fondement. Il n'en fut rien… J'ai trouvé la raison du silence du ministre des Armées et du gouvernement dans l'ouvrage d'Alain Peyrefitte : C'était de Gaulle, où il rapporte ce qu'avait déclaré le Général avec une sombre détermination au conseil des ministres du 24 mai 1962 : « La France ne doit avoir aucune responsabilité dans le maintien de l'ordre après l'autodétermination. Elle aura le devoir d'assister les autorités algériennes, mais ce sera de l'assistance technique. Si les gens s'entre-massacrent, ce sera l'affaire des autorités algériennes. » Voilà pourquoi aucun démenti ne fut fait en juillet 1962 car il aurait mis en cause le Général et son gouvernement. »

Le 11 juillet 1962, il mettra aux arrêts de rigueur le lieutenant Rabah Kheliff, commandant une compagnie du 30e bataillon de chasseurs portés, qui ayant désobéi aux ordres, avait fait libérer des centaines de prisonniers européens.

### Fin de carrière
Le général Katz fait l’objet un mois plus tard, le 4 août, d’une citation à l’ordre de l’armée comportant l’attribution de la croix de la Valeur militaire avec palme pour, entre autres, « avoir su rétablir et préserver avec force et dignité l’autorité légale et l’ordre public ». Il quitte Oran le 13 août 1962.
Muté en Allemagne, à Coblence, il y est poursuivi par des commandos de l’OAS. Il est nommé fin 1963 à la tête de la région militaire de Bordeaux, avec rang et appellation de général de corps d'armée. Début 1968, Edmond Michelet et Jacques Chaban-Delmas obtiennent du président De Gaulle que Joseph Katz soit élevé au rang et à l’appellation de général d'armée,. Il achève sa carrière militaire en cette même année.
De 1970 à 1976, il est conseiller général UDR de l'Allier, élu dans le canton d'Ébreuil, ville près de laquelle il avait passé son enfance.
En 1968 et en 1973, il est candidat de l'UDR aux élections législatives dans la Troisième circonscription de l'Allier, détenue par le député communiste Pierre Villon.

## Plainte de familles de victimes
Le 16 octobre 1999, une plainte contre Joseph Katz est déposée entre les mains du doyen des juges, au palais de justice de Paris, au nom de 47 familles de victimes du massacre d'Oran, pour « complicité de crime contre l'humanité ». La plainte est déclarée recevable, requalifiée en « complicité de crimes d'enlèvements suivis d'actes de barbarie et d'assassinats », puis suivie d’un non-lieu d'informer pour prescription. Un appel de cette décision n’aura pas de suite, en raison du décès du général Katz.